# Isonade

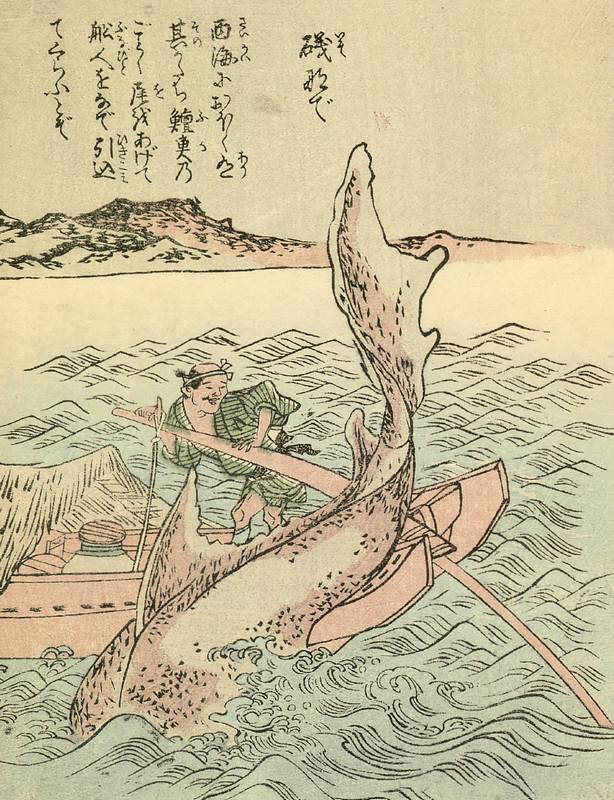
Isonade na visão de Takehara Shunsen em Ehon Hyaku Monogatari.

Isonade (磯撫で) é um enorme, monstro marinho da mitologia japonesa, com aparência de tubarão e que viveria na costa de Matsuura e outras localidades do lado oeste do Japão.

## Descrição
De acordo com o Ehon Hyaku Monogatari, seu corpo nunca teria sido visto, por estar sempre "escondido sob as ondas, salvo pelas grandes barbatanas cobertas por farpas." Na lenda:
"Ele se aproxima furtivamente barcos e usa sua cauda em forma de gancho para enganar marinheiros e arrastá-los para o mar, onde os devora. Quando ele aparece, impetuosos ventos sopram. Pode simplesmente também usar sua cauda para virar barcos, ou atacar na praia e matar pessoas lá".

## Leitura complementar
- Mizuki, Shigeru (2004). Mujara 5: Tōhoku, Kyūshū-hen (em japonês). [S.l.]: Soft Garage. p. 79. ISBN 4-86133-027-0
- Shunsen, Takehara (2006). Tōsanjin Yawa - Ehon Hyaku Monogatari (em japonês). [S.l.]: Kadokawa Shoten. ISBN 4043830017